# 옵타 스포츠
옵타 스포츠(Opta Sports)는 영국의 스포츠 분석 회사이다. 흔히 옵타(Opta)라고도 부르며 이전에는 옵타 스포츠데이터(Opta Sportsdata)로 알려졌었다. 옵타는 리그와 연맹부터 방송사, 베팅 웹사이트에 이르기까지 다양한 고객을 보유하고 있으며 70개국 이상에서 30개 이상의 스포츠 데이터를 제공한다. 옵타는 1996년에 설립되었으며 2013년에 퍼폼 그룹에 인수되었다. 이어서 퍼폼 그룹은 2019년에 비스타 에쿼티 파트너스에 인수되어 STATS LLC와 합병하여 옵타의 현재 모회사인 스탯츠 퍼폼을 설립했다.

## 역사
옵타는 1996년에 Opta Index Limited라는 이름으로 프리미어리그 축구 경기를 분석하기 위해 설립되었으며 프리미어리그 1996-97 시즌의 TV 중계를 위해 스카이 스포츠와 계약을 맺었다. 다음 시즌에 옵타는 리그 자체의 공식 통계 제공업체가 되었고 당시 프리미어리그 타이틀 스폰서였던 음료 회사 칼링의 후원을 받게 되었다. 1999년 6월, 옵타는 390만 파운드에 인터넷 베팅 서비스 Sports Internet Group에 인수되었다. 스카이는 2000년에 Sports Internet Group을 인수하고 에이든 쿠니(Aidan Cooney)가 공동 창립한 데이터 서비스인 Sportingstatz Limited에 옵타를 매각했다.
2006년에 옵타는 실시간으로 축구 경기 데이터를 수집할 수 있는 프로세스를 처음 선보였으며 이를 통해 다양한 스포츠에 걸쳐 새로운 데이터 제공이 확대되었다. 2011년 옵타는 뉴욕에 사무실을 열고 메이저 리그 사커와 파트너십을 맺으며 미국 시장에 진출했다.

## 지사
옵타는 런던에 본사를 두고 있으며, 리머릭, 아베이루, 뮌헨, 바사노델그라파, 밀라노, 파리, 마드리드, 암스테르담에 유럽 지사를 두고 있다. 2011년에는 뉴욕과 시드니에 지사를 두었다.